# 565 Marbachia
565 Marbachia
565 Marbachia là một tiểu hành tinh ở vành đai chính. Nó được Max Wolf phát hiện ngày 9.5.1905 ở Heidelberg và được đặt theo tên Marbach, thành phố của Đức trên sông Neckar, nơi sinh của nhà văn Friedrich Schiller.